# Blastotrochus
Genre
Blastotrochus est un genre de coraux durs de la famille des Flabellidae.

## Liste d'espèces
Selon World Register of Marine Species (3 juillet 2015) et ITIS (3 juillet 2015), le genre Blastotrochus comprend l'espèce suivante :
- Blastotrochus nutrix Milne Edwards & Haime, 1848